# Anastazy I z Antiochii
Anastazy I, patriarcha antiocheński, również: Anastazy z Antiochii lub Anastazy Synaita, cs. Swiatitiel Anastasij Sinaita, patriarch Antiochijski (ur. w Palestynie, zm. 599) – mnich z klasztoru św. Katarzyny na Synaju, patriarcha Antiochii (561–571 i 593–599), autor polemiczno-teologicznych traktatów, święty Kościoła katolickiego i prawosławnego.

## Życiorys
Anastazy urodzony w Palestynie, młodość spędził na Synaju, skąd w 557 r. został powołany na stolicę patriarszą Antiochii. Nieustępliwy w obronie ortodoksji, sprzeciwiał się ugodowemu stanowisku cesarza Justyniana I wobec monofizytów, odrzucił jego edykt w sprawie aftartodoketów z 567 r. W 570 r. został z tego powodu skazany, pod fałszywym zarzutem sprzeniewierzenia dóbr kościelnych, przez cesarza Justyna II na wygnanie do Jerozolimy. Odwołany z wygnania dzięki wstawiennictwu papieża Grzegorza I u cesarza Maurycjusza objął tron patriarszy ponownie po 23 latach, w 593 r., i pozostał na nim do śmierci w 598 r.

## Twórczość
Twórczość pisarska Anastazego pochodzi głównie z okresu jego zesłania w Jerozolimie. Zachowało się z niej 5 traktatów dogmatycznych w przekładzie łacińskim. De Sanctissima Trinitate, w którym mówi o wieczności i współistotności Boga Słowa, z Ojcem i Duchem Świętym, polemizując z tryteistami i Janem Filoponem. W De incircumscripto przeprowadza wywód o wiecznej i wszechogarniającej obecności Stwórcy w stworzeniu. De divina oeconomia, id est de incarnatione poświęcone jest Wcieleniu Syna Bożego i hipostatycznej jedności jego dwóch natur, boskiej i ludzkiej. W De passione et impassibilitate Christi rozważa ideę wzajemnego komunikowania się natur w Chrystusie (communicatio idiomatum). Wreszcie w De resurrectione Christi poruszał zagadnienia Męki, zstąpienia do Otchłani, Zmartwychwstania, Wniebowstąpienia i Powtórnego Przyjścia. Zachowały się również trzy homilie Anastazego i mowa wygłoszona do wiernych po jego powrocie z wygnania.
Anastazy należy do głównych przedstawicieli neochalcedonizmu. W swej działalności teologicznej zwalczał skrajnych monofizytów – aftartodoketów, przeciwstawiał się Janowi Filoponowi głoszącemu istnienie trzech osób i trzech natur w Trójcy Świętej (tryteizm). Ścisłym rozumowaniem, logiką wywodu i argumentowania przygotował grunt dla rozwoju scholastyki. Wywarł duży wpływ na swoich następców, szczególnie na Maksyma Wyznawcę i Jana z Damaszku.
Tradycja bizantyńska przypisywała Anastazemu ponadto autorstwo opowieści dziejącej się na dworze perskich Sasanidów, w której rozprawiali ze sobą chrześcijanin, poganin, żyd i mag perski. Utwór ma charakter apologetyczny.

## Wspomnienie liturgiczne
Wspomnienie liturgiczne św. Anastazego Synaity z Antiochii w Kościele katolickim obchodzone jest 21 kwietnia za Martyrologium Rzymskim. Przypuszcza się, że Baroniusz pomylił go z innym Synaitą (zm. 700), również mnichem z klasztoru na Górze Mojżesza.
W Kościele prawosławnym i greckokatolickim, z uwagi na liturgię według kalendarza juliańskiego, wspomnienie obchodzone jest 20 kwietnia/3 maja, tj. 3 maja według kalendarza gregoriańskiego.